# Gran San Miguel de Tucumán
El Gran San Miguel de Tucumán es el aglomerado urbano formado alrededor de la ciudad de San Miguel de Tucumán, capital de la provincia de Tucumán, Argentina. Según el censo 2022 poseía una población de 1 052 194 habitantes. Convirtiéndose en el 5.º conglomerado del país en superar el millón de habitantes después de Buenos Aires, Córdoba, Rosario y Mendoza. 
El alto crecimiento poblacional de la ciudad original motivó que esta traspase los límites del departamento y ocupase terrenos ubicados en los cuatro departamentos vecinos (Cruz Alta, Yerba Buena, Tafí Viejo y Lules), creando nuevos centros urbanos o absorbiendo los existentes.
Aunque no forman parte del aglomerado propiamente dicho, en varias estadísticas urbanas las cercanas ciudades de Tafí Viejo, Lules y  Cevil Redondo son registradas junto al mismo. El Aeropuerto Internacional Teniente Benjamín Matienzo que sirve de conexión aérea al aglomerado, se encuentra situado pocos kilómetros al este del mismo. Por esta razón, los barrios que lindan con este, junto con las comunas de Delfín Gallo, Colombres y La Florida también suelen ser incluidas dentro del área metropolitana de Tucumán.

## Población
Según el último censo, el Gran San Miguel de Tucumán cuenta con 1,052,194 habitantes (Indec, 2022), manteniendo el puesto 5.º de aglomerados urbanos de la Argentina en población tras haber superado al Gran La Plata en la década de 1990. Es también el aglomerado más poblado de todo el noroeste argentino.
| Componente                                                    | Departamento | Censo 2022 | Censo 2010 | Censo 2001 | Censo 1991 | Censo 1980 | Censo 1970 | Censo 1960 | Censo 1947 |
| ------------------------------------------------------------- | ------------ | ---------- | ---------- | ---------- | ---------- | ---------- | ---------- | ---------- | ---------- |
| San Miguel de Tucumán                                         | Capital      |            | 548.866    | 527.150    | 470.809    | 394.117    | 311.839    | 271.546    | 194.166    |
| Banda del Río Salí                                            | Cruz Alta    |            | 63.226     | 57.959     | 50.223     | 41.933     | 30.782     | 19.952     | 3.901      |
| Banda del Río Salí                                            | Cruz Alta    |            | S/D        | 38.108     | 36.719     | S/D        | S/D        | S/D        | S/D        |
| Lastenia                                                      | Cruz Alta    |            | S/D        | 19.851     | 13.504     | S/D        | S/D        | S/D        | S/D        |
| Yerba Buena                                                   | Yerba Buena  |            | 57.392     | 50.057     | 34.901     | 21.668     | 10.921     | 4.896      | 466        |
| Yerba Buena - Marcos Paz                                      | Yerba Buena  |            | S/D        | 41.245     | 28.818     | S/D        | S/D        | S/D        | S/D        |
| Ex Ingenio San José                                           | Yerba Buena  |            | S/D        | 8.812      | 6.083      | S/D        | S/D        | S/D        | S/D        |
| Las Talitas (Villa Mariano Moreno - El Colmenar)              | Tafí Viejo   |            | 52.960     | 48.655     | 31.866     | 16.341     | 9.607      | S/D        | S/D        |
| Alderetes                                                     | Cruz Alta    |            | 41.947     | 32.531     | 19.497     | 12.838     | S/D        | S/D        | S/D        |
| Alderetes                                                     | Cruz Alta    |            | S/D        | 18.076     | 8.780      | S/D        | S/D        | S/D        | S/D        |
| El Corte (Tucumán)                                            | Cruz Alta    |            | S/D        | 8.617      | 7.082      | S/D        | S/D        | S/D        | S/D        |
| Los Gutiérrez                                                 | Cruz Alta    |            | S/D        | 5.838      | 3.635      | S/D        | S/D        | S/D        | S/D        |
| El Manantial                                                  | Lules        |            | 14.582     | 12.570     | 10.126     | 7.116      | 3.243      | 911        | S/D        |
| El Manantial                                                  | Lules        |            | S/D        | 11.720     | 10.126     | 7.116      | 3.243      | 911        | S/D        |
| Barrio Araujo                                                 | Lules        |            | S/D        | 850        | [ 9 ]      | [ 9 ]      | [ 9 ]      | [ 9 ]      | S/D        |
| Diagonal Norte, Luz y Fuerza, Los Pocitos, Villa Nueva Italia | Tafí Viejo   |            | 11.494     | 7.295      | 4.902      | 4.566      | S/D        | [ 9 ]      | S/D        |
| Barrio San Felipe                                             | Lules        |            | 2.157      | 1.492      | [ 9 ]      | [ 9 ]      | [ 9 ]      | [ 9 ]      | S/D        |
| Barrio San José III                                           | Yerba Buena  |            | 1.703      | 770        | [ 9 ]      | [ 9 ]      | [ 9 ]      | [ 9 ]      | S/D        |
| Total                                                         |              | 1.052.194  | 794.327    | 738.479    | 622.324    | 498.579    | 366.392    | 297.305    | 198.533    |

Las localidades que conforman el aglomerado pueden dividirse dos grupos: el de las localidades preexistentes que fueron conurbadas con la ciudad capital, y el de los barrios y asentamientos que nacieron como extensión de estas localidades preexistentes en jurisdicción de sus respectivas comunas. Dentro del primero tenemos las localidades de Yerba Buena, Banda del Río Salí, Alderetes y El Manantial. Villa Mariano Moreno y El Colmenar es el más importante de los núcleos que surgieron como extensión del Gran San Miguel, formando incluso un municipio independiente (Las Talitas) que es uno de los más poblados de la provincia. Además se encuentra el núcleo de Diagonal Norte, Luz y Fuerza, Los Pocitos, Villa Nueva Italia en la comuna de Tafí Viejo; el barrio San Felipe, continuación de los barrios del sur sobre la comuna de San Felipe y Santa Bárbara; y por último el barrio San José III, continuación de los barrios ubicados al noroeste, en la comuna de Cevil Redondo. Este último barrio se encuentra unido al municipio de Yerba Buena, pero a sólo 1 kilómetro del municipio de San Miguel de Tucumán.
Dentro del conurbano del Gran San Miguel de Tucumán, hay ciudades que tuvieron un crecimiento de modo tal que poseen sus propias zonas céntricas con sucursales de bancos u organismos del Estado, como Yerba Buena, Banda del Río Salí o Tafí Viejo, ahórrandose sus habitantes tener que trasladarse hacia San Miguel de Tucumán para realizar algunos trámites diarios.
En términos geográficos, la zona oeste del Gran San Miguel de Tucumán llega hasta la montaña, a los pies del cerro San Javier y la zona este el Río Salí.

## Sismicidad
La sismicidad del área de Tucumán (centro norte de Argentina) es frecuente y de intensidad baja, y un silencio sísmico de terremotos medios a graves cada 30 años.